# Gongylotaxis
Gongylotaxis é um género de plantas com flores pertencentes à família Apiaceae.
A sua área de distribuição nativa é o Afeganistão.
Espécies:
- Gongylotaxis rechingeri Pimenov e Kljuykov